# Història de l'escalada a Catalunya
La història de l'escalada a Catalunya concerneix els esdeveniments històrics relatius l'evolució de l'esport de l'escalada a partir del segle xix al territori català.

## Seglexix

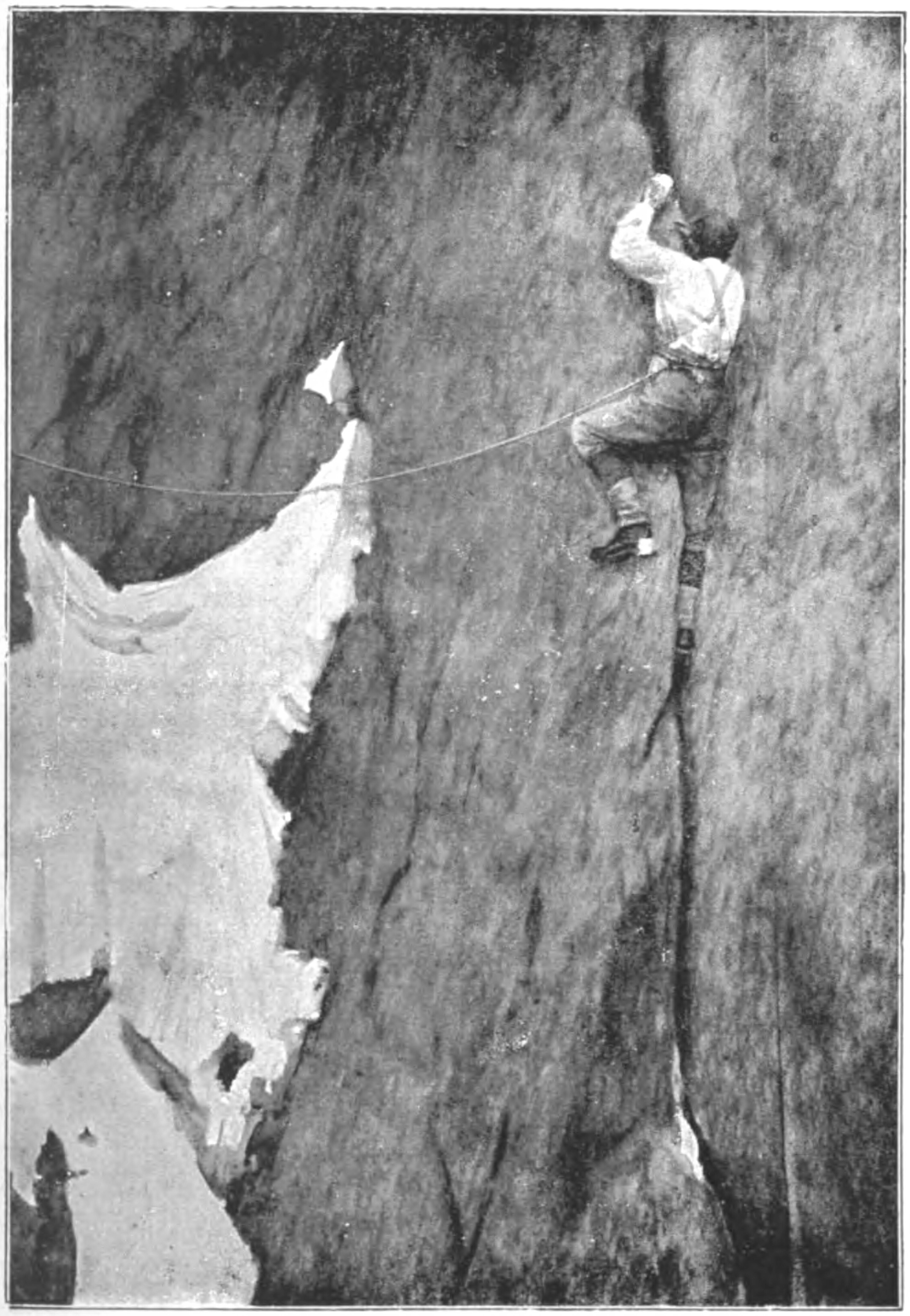
L'única foto coneguda de Mummery escalant

L'escalada neix als Alps, a la segona meitat del segle xix, quan alguns alpinistes no es conformen amb l'ascensió dels cims per la seva ruta més fàcil i comencen la recerca de les parets més difícils. Entre els escaladors mítics d'aquest final de segle cal citar a Albert Frederick Mummery. Aquest, considerat per alguns el pare de l'alpinisme modern, aporta concepcions noves. Per a Mummery, la descoberta d'una muntanya no finalitza un cop assolit el seu cim. Cada nou itinerari (o "via") és un nou repte, una nova descoberta, una nova dificultat a valorar. Aquesta idea, que avui ens pot semblar tan evident, representa un nou canvi de mentalitat de tota la comunitat alpinística (escaladora o no). Mummery deixa palesa aquesta idea amb les seves 6 escalades al Cerví, totes per diferents vies.
Però és a l'est dels Alps, a les Dolomites, on es produiran els avenços més significatius. Les verticals torres rocoses que configuren el paisatge dolomític seran el marc de la primera evolució de l'escalada.Allí, el guies locals, s'atreveixen a traçar vies de dificultat i gran risc sobre les grans parets que defensen els cims encara verges. Les classes altes de l'Imperi Austrohongarès, els primers turistes de la zona, aportaran el finançament de les escalades empreses a la zona. Aviat s'escalen grans parets rocoses, de més de 500 metres d'altitud, amb dificultats superiors al IV grau. Els guies, per a tal de garantir al màxim la seguretat dels seus clients, experimenten i desenvolupen noves tècniques de seguretat amb les cordes. Aviat desenvolupen tècniques primitives de descens en ràpel i aprenen tècniques bàsiques d'assegurament. En aquells temps, els punts d'assegurança coneguts es limitaven als sortints de la mateixa roca i a les pedres encaixades dins de les esquerdes, però sembla que a alguns ja se'ls hi va acudir introduir trossos de fusta a manera de primitius empotradors.
L'escalada en gel, però, es desenvolupa en major mesura als Alps occidentals. La presència de grans glaceres i una roca menys agraïda que la dolomita força els escaladors a la recerca de camins sobre del gel. Aviat es desenvolupen tècniques de tall d'esglaons sobre el gel que es realitzen amb destrals. Aquestes destrals, a poc a poc, evolucionaran cap als actuals piolets. També es va desenvolupant la tècnica de cordada glacial i els rudiments d'assegurança en gel, amb la qual els alpinistes es poden assegurar els uns als altres, i les tècniques "d'autodetenció"; amb les quals un escalador caigut sobre un pendent de neu pot intentar frenar-se per si mateix.
Als Pirineus no són en absolut aliens a aquestes innovacions. El vessant nord, per la influència francesa, participa intensament d'aquest desenvolupament. Els anys 80 i 90 seran marcats pel guia Célestin Passet, nascut al petit poblet de Gavarnie, possiblement el millor pirenaiste de tots els temps. Passet deixa demostrat el seu nivell de domini sobre la roca al Petit Astazou amb l'escalada de l'aresta nord-oest, de 500 m de desnivell i amb dificultats de IV grau. També realitza l'escalada de la paret nord del Mont Perdut, l'itinerari glacial més gran dels Pirineus. Però és el 1889 quan, amb l'escalada del Couloir de Gaube a la cara nord del Vignemale s'avança al seu temps i passa, definitivament, a la història.El "Gaube" ha estat durant moles anys l'escalada en gel més difícil dels Pirineus i continua sent un objectiu molt cobdiciós pels aficionats. El "Gaube" és un canal gelat de 600 m de desnivell que va guanyant inclinació durant tot el seu recorregut fins a arribar a la cascada final que, amb 90 graus d'inclinació, es fa absolutament vertical.

## Inici delseglexx, la primera edat de ferro

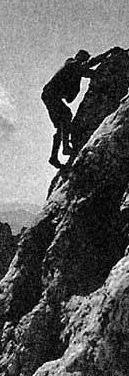
El llegendari Paul Preuss

L'inici del segle xx es caracteritza per la difusió i perfeccionament de la utilització dels pitons (o claus). Aquests són de ferro, amb una anella o forat per a passar-hi la corda, i convenientment encastats a les esquerdes a cops de martell serveixen de punt d'assegurança. També es generalitza la utilització dels mosquetons. La utilització d'aquests "ferros" possibilita a l'escalador afrontar majors dificultats. Per un costat, permet assegurar millor alguns passos de dificultat i per l'altre, els pitons, permeten crear una "presa" per agafar-se allà on abans no era possible. Aquesta tècnica de progressió, utilitzant els claus com a sistema de tracció, serà el que amb els anys derivarà en l'escalada artificial.
L'escalada esdevé una activitat "respectable", es fa popular tant entre els habitants de les zones alpines, que hi troben una forma de guanyar-se la vida, com entre les classes benestants europees. Una exemple d'aquesta difusió pot ser la primera ascensió realitzada a la cara sur de la Tofana di Rozes per les germanes Ilona i Rolanda Eötvös, de la nobles hongaresa, acompanyades dels guies locals A. Dimai, A. Verzi i G. Siorpaes l'any 1901. Una escalada de més de mil metres de IV grau sostingut amb presència femenina.
No obstant això, alguns radicals defensors de l'escalada lliure, no acceptaran la utilització dels claus per considerar-los "poc ètics". Entre ells destaca Paul Preuss, un austríac que emprendrà difícils i exposades escalades a la zona del Wilder Kaiser i les Dolomites superant el V grau. Desgraciadament, Preuss morirà en un accident, fruit de la seva pròpia coherència a no utilitzar mitjans artificials en les seves escalades, i les seves idees quedaran durant anys oblidades. Malgrat això, la seva memòria es reivindicarà com un símbol en les futures generacions d'escaladors "en lliure" dels anys 60 i 80.
Hans Dülfer serà l'antítesi de Preuss. Dülfer desenvoluparà una tècnica molt eficaç en la utilització de claus i "ferramenta" que serà l'embrió dels avenços que es realitzaran en el futur immediat i que condicionarà totes les següents generacions fins als anys 60 com a mínim. Dülfer s'aproximarà molt al sisè grau i ens deixarà vies tan interessants com la cara oest de la Cima grande di Lavaredo oberta l'any 1913,amb dificultats de V+ sostingut.
A Catalunya, mentrestant, comencen a passar coses interessants. Es realitzen algunes tímides ascensions que poden ser considerades ja autèntiques escalades. Per exemple, l'any 1902 la primera ascensió al cim del Petit Encantat, amb un pas de IV grau i amb un ràpel de 30 m en el descens. Es coneix també, de l'any 1911, la primera escalada el Cavall Bernat de Sant Llorenç del Munt (conegut també com "El burret"), avui en dia una clàssica d'iniciació.

## La Gran Guerra
Entre l'any 1914 i 1918, a causa de la Primera Guerra Mundial, els Alps orientals seran l'escenari d'una ferotge batalla entre l'exèrcit austrohongarès i l'italià. Per grat o per força, alpinistes o no, milers de persones seran forçades a endinsar-se a les muntanyes però no per a trobar-hi el plaer de l'escalada sinó per la brutalitat de la guerra. Aquesta guerra es desenvoluparà a més de 3000 m, dins de les fredes esquerdes dels gelers i a sobre de les ventoses arestes rocoses. En alguns casos, les baixes entre els combatents superaran el 80%.
Però les necessitats bèl·liques obriran nous camins que permetran un millor accés a zones encara salvatges. Per a poder transportar tropes i municions s'equiparan amb cables i cordes accessos a pics i colls. Aquest serà l'embrió de les actuals vies ferrades que també seran utilitzades pels alpinistes en les aproximacions a les seves escalades. La vida a la muntanya i les tècniques d'ascensió i supervivència seran un aprenentatge obligatori per a tota una generació. Aquest serà el brou de cultiu d'una nova i potent fornada d'afeccionats i també d'un públic expert disposat a ser testimoni de les futures gestes dels seus contemporanis.

## La segona edat de ferro, el període d'entreguerres
En el període d'entreguerres s'aconsegueixen fites realment importants, i que aquests anys seran protagonitzats per escaladors que escriuran el seu nom en majúscules en la història de l'escalada.
Els canvis de fronteres produïts als Alps orientals després de la Segona Guerra Mundial no signifiquen el final de la rivalitat austro-italiana. Aquesta rivalitat es veurà adobada, també, pels moviments nacionalsocialites. Escaladors de l'òrbita germànica i italiana rebran un suport social molt important de cara a posar de manifest la seva superioritat.
Per la banda germànica destacarà Emil Solleder, la seva escalada a la cara nord-oest del Monte Civettaés considerada per a molts el primer sisè grau. Solleder va ser un escalador excepcional, però van ser les idees de Willo Welzenbach les que varen tenir una influència decisiva en la seva generació. Welzenbach va proposar, l'any 1926, una escala de dificultat per als passos d'escalada que anava del primer (el més fàcil) fins al sisè grau (extremadament difícil). Aquesta escala va ser acceptada a tot el món i és, bàsicament, la mateixa que utilitzem avui en dia, això si, amb i les correccions i adaptacions de cada escola local.
Cal tenir en consideració que l'escala Welzenbach no diferenciava l'escalada lliure de l'artificial. Caldran encara anys per a establir aquesta diferència. De moment, l'escala es refereix a la dificultat per a superar un tram d'escalada amb el mitjans de l'època, sense tenir en consideració la manera de fer-ho. Per a avaluar aquest aspecte ens caldrà esperar fins als finals de segle.
Entre els escaladors de l'escola italiana destacarà el gran Emilio Comici, que tindrà influència també a Catalunya. Les tècniques de Comici no es limiten a un altíssim nivell d'escalada lliure, sinó que destaca també en l'escalada artificial. Comici adquireix una molt bona tècnica en la utilització del primitius estreps i, també, en les maniobres amb cordes. Destacarà també com a divulgador d'aquestes tècniques i crearà un escola de seguidors que destacaran especialment en els vint anys següents. Comici va ser un gran atleta i viatger, l'escalada el portarà al Mont Olimp (Grècia), a la Sierra de Guadarrama (Espanya) i fins i tot al Pirineu català, on realitzarà la primera ascensió de la canal de la cara nord d'Els Encantats, avui dia una clàssica.

## L'inici de l'escalada a Catalunya
La influència de Comici farà despertar els alpinistes catalans a l'escalada moderna. Entre ells figurarà Lluís Estasen (a la memòria del qual es dedicarà l'actual Refugi Lluís Estasen del Pedraforca). La via Estasen a la cara nord del Pedraforca és considerada la primera escalada moderna (1922).
A Montserrat es comencen a ascendir sistemàticament totes les agulles per la via més accessible. Els escaladors montserratins destaquen en la seva inventiva utilitzant mitjans artificials per a aconseguir les ascensions: ferros clavats a les esquerdes, tacs de fusta encaixats i fins i tot troncs d'arbre. Alguns escaladors s'especialitzen en "els passos d'esqueneta", fent petites torres humanes per a superar verticals i desploms. L'any 1935 s'aconsegueix la mediàtica fita de l'ascensió al Cavall Bernat i la no menys difícil i exposada Mòmia, els dos símbols de les agulles inaccessibles de Montserrat.
D'aquesta generació és important destacar la figura de Maria Antònia Simó, una de les primeres dones escaladores.

## La postguerra
La Guerra Civil Espanyola atura les activitats esportives a tot el país. Les primeries dels anys 40 es caracteritzen per les dificultats econòmiques i de desplaçament. Tot i això aviat els escaladors catalans tornen a la muntanya, sobretot a Montserrat, ja que la Guàrdia Civil limita l'accés al Pirineu i territoris de frontera.
Aquests primers anys destaca en Jordi Panyella ("Pany") que farà la primera a la difícil cara sud de la Mòmia i el primer intent seriós a la Paret de l'Aeri, aconseguint dificultats de V+. També es desenvolupen en aquesta època les seccions d'escalada de les entitats excursionistes i es creen grups estables d'escaladors, les "seccions" d'escalada (GAM, GEDE, SAME, CADE, ...). Entre els escaladors catalans i aragonesos apareix una rivalitat esportiva que durarà fins als anys 70.
Els anys 50 el grup d'escaladors del Terra i Mar (TIM) inicia la "conquesta" de les grans parets montserratines assolint dificultats de VIº: la Paret de l'Aeri, Paret de Diables, Paret de Patriarques, Paret de Sant Jeroni i Paret dels Ecos. Els ja anomenats TIM varen obrir les vies més lògiques visualment parlant en aquella època.
A Europa, una reunió internacional d'alpinistes, decideix separar la graduació de l'escalada lliure de l'artificial.

## Els anys 60
A Catalunya arriba, provinent de les Dolomites, el concepte de la "directíssima": la recerca de" la via perfecte que seguiria el camí d'una gota d'aigua caient des del cim". Tècnicament es millora el material: es generalitza la utilització de pitonisses (micropitons) i el "burí" (tacs d'expansió que es col·loquen foradant la roca amb l'ajuda d'una broca o burí, a cops de martell). Aquesta autèntica revolució permet afrontar les grans verticals.
També s'estén la utilització de les cordes de niló (molt més segures) i les botes amb soles Vibram. Josep Manuel Anglada, Francesc Guillamon i els germans Cerdà seran alguns dels protagonistes d'aquests anys.
La millora de la xarxa de comunicacions possibilita escalades a tota la zona pirenaica i les primeres repeticions de vies importants als Alps.

## Els anys 70
L'escalada es popularitza. L'augment del nivell adquisitiu de la classe treballadora permetrà l'accés de tothom a l'escalada en roca, ja que aquesta no requereix una gran despesa en material i transports.
L'escalada artificial arribarà a un altíssim nivell. S'estén la utilització de l'arnès o talabard (també conegut en argot amb la denominació francesa "baudrier"). Es disposa de claus de tota classe i comencen a aparèixer els primers empotradors.
A Europa s'assoleix el VII grau i s'inicia un nou moviment cap a l'escalada lliure anomenat Free Climb. A final d'aquesta dècada, a Catalunya, s'iniciarà la revolució que esclatarà a la dècada dels 80.

## Els anys 80
Les seccions d'escalada dels centres excursionistes entren en crisi. Els escaladors comencen a agrupar-se en grups informals fora dels grups estables i allunyats de la federació. Els "Pirates", formats a mitjans dels 70, tindran una gran influència. N'hi haura d'altres, com els "Exploiteds", els "Triniclimb" o la "Basca Manresana Autèntica". Tots ells amb un important influència de la psicodèlia i el hippisme primer, i de l'estètica punk més tard.
L'escalada Free Climb (lliure) aterra definitivament a Catalunya. També hi ha una gran influència de la tendència Clean (neta) que rebutja al màxim la utilització d'expansions i claus. Tot això comporta uns importants canvis de mentalitat. Els escaladors deixen d'utilitzar botes amb sola Vibram i es decanten massivament pels peus de gat. També comencen a utilitzar la pols de magnesi. El grau en lliure augmenta ràpidament al VII grau i, a finals de la dècada, al 8 grau. L'escalada esportiva comença a ser una realitat, s'adopta l'escala francesa i es realitzen les primeres competicions.
La utilització de nous recursos (friends, ganxos, polms i coperheads) fa augmentar també el nivell de l'escalada clàssica. Santi Llop assoleix a "El mirall impenetrable" el màxim nivell en artificial (A5).
Es comencen a equipar vies "des de dalt", evitant el compromís i l'exposició. Això crea un fort enfrontament entre les dues tendències de l'escalada, l'esportiva i la clàssica. Entre els esportius cal destacar figures com Marcel Millet, J.M. Alsina, Salvador González o Josep Batlle. Entre els "clàssics": Armand Ballart, Fredi Parera i l Antoni Garcia Picazo (tots ex-Pirates). Entre les figures més eclèctiques Kim Santacatalina portarà als principis de l'escalada esportiva a les grans parets catalanes sense renunciar als postulats més clàssics.
Finalment, el debat entre els dos sectors imposaran les tendències esportives als petits recorreguts mentre que l'escalada clàssica, que defensa el compromís i l'assumpció del risc, als llargs recorreguts.

## Els anys 90
Els 90 aporten poc canvis, després de la gran revolució són només una continuació dels 80. Amb aquestes noves mentalitats, la clàssica i l'esportiva, es comencen a obrir i a equipar gran quantitat de vies. Mentre els clàssics cerquen la mínima utilització de les expansions (al Clean o escalada neta), els esportius utilitzen cada vegada més expansions i de més qualitat. Apareix de forma massiva la utilització del trepant, primer de bateries i després de gasolina, que permeten equipar una gran quantitat de vies.
Per altra part, l'escalada en gel es popularitza i assoleix al nostre país un nivell insospitat, malgrat la climatologia adversa (temperatures massa altes). Es descobreixen i escalen noves zones de cascades gelades al Pirineu, primer tímidament i després de forma massiva.
Els escaladors esportius catalans assoleixen importants èxits en les competicions internacionals, incloses les dones. A finals dels 90 es comença a tenir èxit amb el 9è grau.
L'escalada de grans parets també té molt de protagonisme, principalment al Montsec i Montserrat. Entre els seus practicants cal citar a Sílvia Vidal, que assoleix nivells de dificultat fins ara exclusius dels homes, i Manuel Lòpez ("Manolo el Cojo"), que assoleix un altíssim nivell malgrat una important minusvalidesa en una cama.

## El segle XXI
L'inici del segle es caracteritza per una popularització de l'escalada esportiva a tots els nivells socials. Els rocòdroms i les vies curtes ben equipades es massifiquen i s'equipen de forma compulsiva gran quantitat de zones i de petites parets. També es popularitza l'escalada en bloc, on els peus de gat, els magnesi i un matalasset són suficients per a l'activitat.
La pressió dels escaladors sobre el medi natural comença a crear preocupacions. Apareixen regulacions amb recomanacions i prohibicions de l'escalada parcials o totals. Dins dels cercles dels escaladors s'inicia un debat sobre l'autolimitació d'obertura i equipament de noves vies.